# Jeeganahalli, Chik Ballapur
Jeeganahalli là một làng thuộc tehsil Chik Ballapur, huyện Kolar, bang Karnataka, Ấn Độ.